# Сосновский, Оскар
Оскар Сосновский (пол. Oskar Sosnowski; 6 ноября 1880 — 24 сентября 1939) — польский архитектор и реставратор.

## Биография
Оскар Сосновский окончил факультет техники и конструкций Российского политехнического института в Варшаве, а в 1919 году стал профессором Варшавского политехнического института. Является основателем Польской ассоциации городского планирования (1922).

## Некоторые работы
- Балабанов в Львове (1908)
- Церковь святого Иакова в Варшаве (1909-23)
- Церковь непорочного зачатия Девой Марией в Варшаве (1911-23)
- Приходская церковь Агнессы Римской в Гонёндзе (1924)
- Церковь святого Роха в Белостоке (1927—1939)
- Фара Витовта в Гродно (1935)

и многие другие.